# Остелецкий, Павел Павлович
Павел Павлович Остелецкий (26 мая 1880 — 1 января 1946, Париж) — русский морской офицер, капитан 1-го ранга Российского императорского флота, участник русско-японской войны, участник Первой мировой войны. Участник гражданской войны в России, контр-адмирал (1919) Белого флота. После Крымской эвакуации в эмиграции во Франции.

## Биография
Сын генерала, военного педагога, внук военного хирурга, участника войны 1812 года. В 1899 году окончил Морской кадетский корпус с производством 19 апреля в мичмана флота. 
В 1904 году в чине лейтенанта (произведен 28 марта 1904 года) участвовал в Обороне Порт-Артура и в сражении в Желтом море 28 июля на эскадренном броненосце «Пересвет», исполняя на корабле обязанности минного офицера. За участие в Русско-японской войне награждён орденами Святой Анны 3-й степени с мечами и бантом и орденами Святой Анны 4-й степени с надписью «За храбрость», а впоследствии — орденом Святого Станислава 3-й степени с мечами и бантом.
В 1906—1912 годах — младший, а затем старший отделённый начальник Морского корпуса. 29 марта 1908 года произведен в старшие лейтенанты со старшинством с 29 марта 1909 года. В 1909-1912 годах обучался на Военно-морской отделе и дополнительном курсе Николаевской Морской академии. В апреле-декабре 1912 года служил в должности старшего офицера учебного судна «Воин». 6 декабря 1912 года был произведён в капитаны 2-го ранга. В 1912—1915 годах был сначала старшим офицером, а затем командиром (с производством 25 августа 1914 года в капитаны 1-го ранга) линейного корабля «Синоп». Во время Первой мировой войны — флаг-капитан по распорядительной части штаба командующего Черноморским флотом. Едва избежал расстрела во время массового террора в Крыму в январе-марте 1918 года.
С началом Гражданской войны перешёл в Белый флот на Чёрном море. 16 апреля 1919 года принял командование крейсером «Кагул» и осуществил переход корабля из Севастополя в Новороссийск.
Руководил десантной операцией Белой армии и флота с высадкой в Сухом Лимане с целью овладения Одессой. К 24 августа 1919 года отряд капитана Остелецкого, пользуясь вспыхнувшим в городе восстанием, при поддержке корабельной артиллерии занял Одессу. За успешное выполнение этой операции 25 сентября 1919 года произведён в контр-адмиралы.
В 1920 году командовал отрядом кораблей Черноморского флота. Эвакуировался в составе «Русской эскадры». В начале 1920-х годов переехал в Париж и был активным членом Военно-морского союза.
1 января 1946 года скончался в Париже. Похоронен на кладбище Сент-Женевьев-де-Буа.

## Семья
Сын: Николай Павлович Остелецкий (1906-1988) - военный летчик.